# Fred Jacobs
Winfred O. Jacobs, detto Fred (Joliet, 2 dicembre 1922 – Golden, 19 ottobre 2008), è stato un cestista statunitense, professionista nella BAA.